# Warrior (album Unleashed)
Warrior – piąty album studyjny szwedzkiej grupy deathmetalowej Unleashed. Wydawnictwo ukazało się 5 czerwca 1997 roku nakładem wytwórni muzycznej Century Media Records. Album ukazał się również na płycie winylowej w limitowanym do pięciuset egzemplarzy nakładzie.
W nagraniach po raz pierwszy wziął udział gitarzysta Fredrik Folkare, który zastąpił Fredrika Lindgrena. Kompozycje z przeznaczeniem na płytę zostały zarejestrowane w EMI Studios w Sztokholmie w Szwecji w marcu 1997 roku. Natomiast mastering odbył się w studiu CRP Recording.
Również w 1997 roku zespół zawiesił działalność. Członkowie zespołu postanowili poświęcić się innym projektom muzycznym. W 2001 roku zespół wznowił działalność i przystąpił do prac nad nowym albumem.

## Lista utworów
Opracowano na podstawie materiału źródłowego.
(muzyka i słowa: Unleashed)
1. „Warmachine” – 1:58
2. „In Hellfire” – 2:35
3. „Mediawhore” – 3:28
4. „Down Under Ground” – 2:52
5. „My Life for You” – 2:09
6. „Death Metal Victory” – 2:14
7. „Hero of the Land” – 3:13
8. „Longt Nid” – 5:22
9. „Born Deranged” – 3:02
10. „I Have Returned” – 3:27
11. „Ragnarok” – 5:01
12. „Your Pain my Gain” – 1:36
13. „The End” – 4:13

## Twórcy
Opracowano na podstawie materiału źródłowego.

- Johnny Hedlund – śpiew, gitara basowa
- Fredrik Folkare – gitara prowadząca
- Tomas Olsson – gitara rytmiczna
- Anders Schultz – perkusja
- Fredrik Andersson – inżynieria dźwięku, miksowanie, produkcja muzyczna
- Clas Persson – mastering

## Wydania
| Rok  | Nr katalogowy | Nośnik         | Wytwórnia             | Region |
| ---- | ------------- | -------------- | --------------------- | ------ |
| 1997 | CM 77124-2    | CD             | Century Media Records | Niemcy |
| 1997 | 77124-2       | CD, Promo, Car | Century Media Records | Niemcy |
| 2006 | 77609-2       | CD, Album      | Century Media Records | Niemcy |